# VAUDE
VAUDE è un'azienda tedesca che produce attrezzature ed abbigliamento tecnico per la montagna, l'escursionismo e per il ciclismo sportivo. La fabbricazione di borse e bagagli completa la gamma. 
La sede sociale dell'azienda si trova a Tettnang nel Baden-Württemberg, a pochi chilometri del Lago di Costanza. 
Il nome VAUDE deriva dalle iniziali del nome del fondatore Albrecht von Dewitz.
A Tettnang, l'azienda contava 469 dipendenti nel 2013. C'e un altro stabilimento di produzione a Bim Son nel Vietnam. 

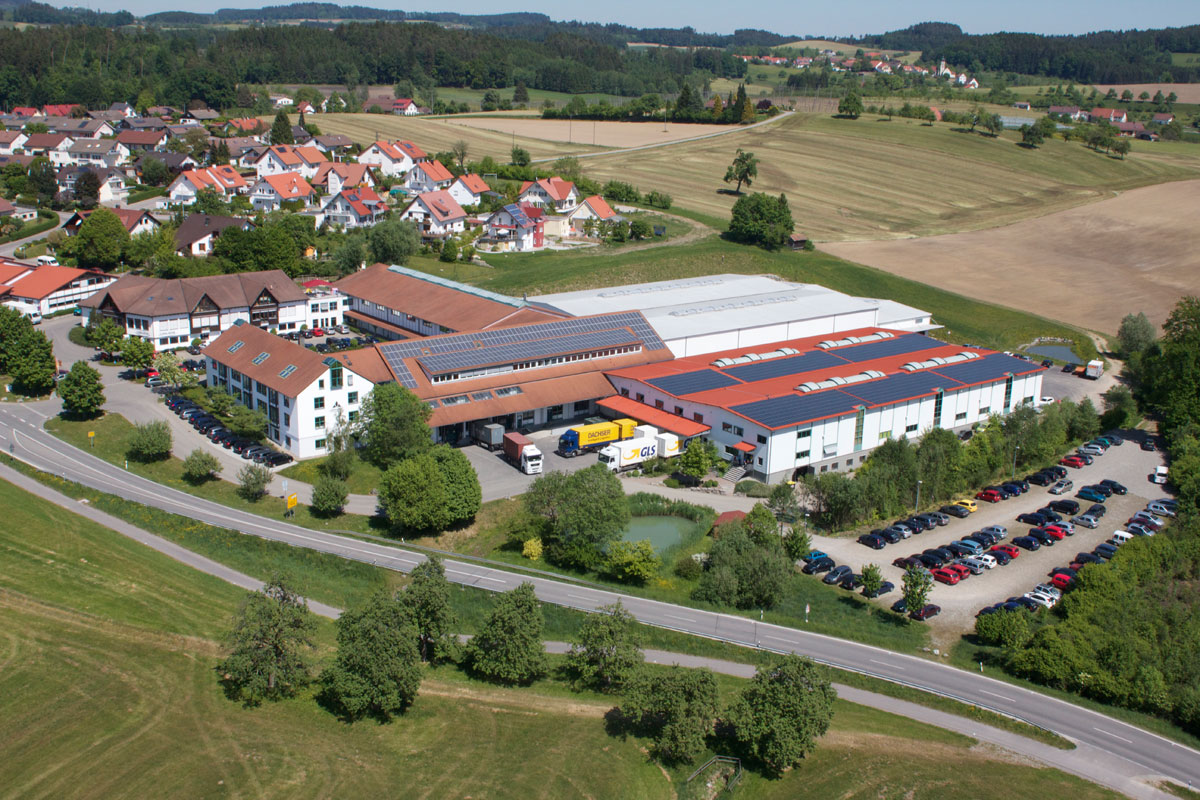
Vaude Tettnang, 2013

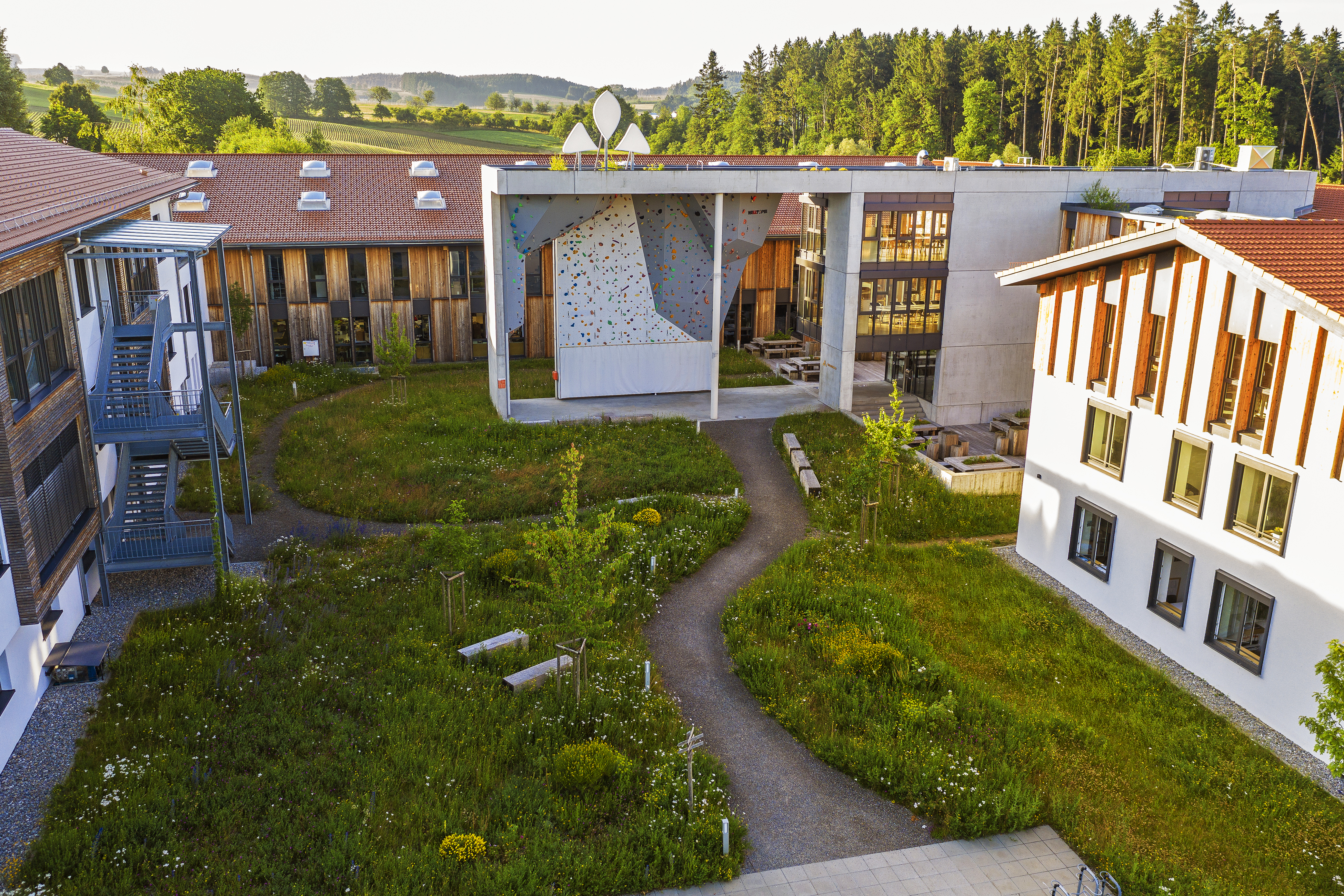
VAUDE headquarter, 2019

## Storia
VAUDE fu fondata da Albrecht von Dewitz nel 1974. Dirigeva l'impresa familiare fino al 2009, anno in cui ha trasferito la gestione a sua figlia Antje von Dewitz.
Nel 2006 VAUDE acquista il produttore tedesco di materiale per l'alpinismo e particolarmente per l'arrampicata Edelrid.

## Responsabilità sociale e protezione dell'ambiente
Nel 2014, l'azienda ha pubblicato un rapporto di sostenibilità compilato secondo il regolamento dell'ente non profit Global Reporting Initiative. Per garantire condizioni di lavoro giuste ai suoi dipendenti in tutto il mondo, l'azienda fa parte dell'organizzazione Fairwear.
A partire dall'inizio dell'anno 2022, tutti i prodotti di VAUDE sono climaticamente neutrali.

## Sponsorizzazioni
Alcuni degli atleti e delle squadre sponsorizzati dall'azienda nel corso della sua esistenza:
- a partire dal 2021: la squadra ciclistica Team TREK|VAUDE, in collaborazione con la società statunitense Trek Bicycle Corporation[9]
- gli arrampicatori Kilian Fischhuber e Angela Eiter
- la ciclista Eva Lechner, le squadre ciclistiche Colnago e Team Centurion VAUDE